# Svenska barnmorskeförbundet
Svenska Barnmorskeförbundet, även kallat Sveriges barnmorskeförbund, är en svensk sammanslutning för legitimerade barnmorskor och barnmorskestuderande. Svenska Barnmorskeförbundet bildades 1886.  Den fungerar som en självständig facklig professionsförening inom SRAT.
Svenska Barnmorskeförbundet grundades år 1886. Vid tidpunkten för sitt grundade var det den första yrkesföreningen för kvinnor i Sverige,  eftersom endast kvinnor fick vara barnmorskor vid tiden för dess grundande. 
Svenska Barnmorskeförbundet utger tidningen Jordemodern. 